# Iomoides conjunctus
Iomoides conjunctus är en mångfotingart som beskrevs av Loomis 1941. Iomoides conjunctus ingår i släktet Iomoides och familjen fingerdubbelfotingar. Inga underarter finns listade i Catalogue of Life.